# HMS Unbeaten
L'HMS Unbeaten va ser un submarí de classe U, del segon grup d'aquesta classe, construït per Vickers-Armstrong, Barrow-in-Furness. Se li va col·locar la quilla el 22 de novembre de 1939 i va ser posat en servei el 10 de novembre de 1940. Fins ara ha estat l'únic vaixell de la Royal Navy que porta el nom d'Unbeaten (Invicte).

## Carrera
L'Unbeaten va passar bona part de la seva carrera operant al Mediterrani, on va enfonsar el veler italià V 51 / Alfa, el mercant de Vichy PLM 20, el submarí italià Guglielmotti i el submarí alemany U-374. També va afirmar haver enfonsat dos vaixells de vela amb trets el 15 de juliol de 1941 a les carreteres de Marsa Zuag, Líbia, però fonts italianes només confirmen danys a un vaixell pesquer.
L'Unbeaten també va danyar lleugerament el comerciant italià Vettor Pisani el 16 de març de 1942. També va atacar sense èxit el comerciant italià Silvio Scaroni, el transport de tropes italià Esperia i un gran transport de tropes italians, que es pensava que era l'Oceania o el Neptunia.

### Enfonsament
Després d'una reparació a Chatham i un entrenament posterior, l'Unbeaten va ser unit a la Tercera Flotilla de submarins a Escòcia. Després d'haver navegat des de Holy Loch en la seva última patrulla, l'Unbeaten va completar l'Operació Bluestone, desembarcant un agent a Espanya prop de Baiona. Després va completar la seva patrulla al golf de Biscaia i tornava al Regne Unit quan va desaparèixer. Es creu que probablement va ser atacat i enfonsat per error per un Wellington de l'esquadró núm. 172, Comandament Costaner de la Royal Air Force al Golf de Biscaia l'11 de novembre de 1942. Es va perdre amb tota la tripulació.

## Oficials al comandament
- Lieutenant Commander Edward "Teddy" Woodward – 14/9/1940 – 31/8/1942[4]
- Lieutenant Donald Ogilvy Watson – 31/8/1942 – 11/11/1942[5]